# Kostreši Bjelovački
Kostreši Bjelovački is een plaats in de gemeente Donji Kukuruzari in de Kroatische provincie Sisak-Moslavina. De plaats telt 52 inwoners (2001).